# I'm in Love with My Car
"I'm in Love with My Car" és una cançó del grup de rock britànic Queen, llançada en el seu quart àlbum, A Night at the Opera el 1975. És l'única cançó de l'àlbum escrita completament per Roger Taylor, que canta la cançó tant en la versió d'estudi com en directe. La lletra de la cançó està inspirada en un roadie de la banda, Jonathan Harris, Triumph TR4 del qual era "l'amor de la seva vida". La cançó està dedicada a ell; l'àlbum diu: "Dedicada a Jonathan Harris, boy racer fins al final".